# Vega Sicilia

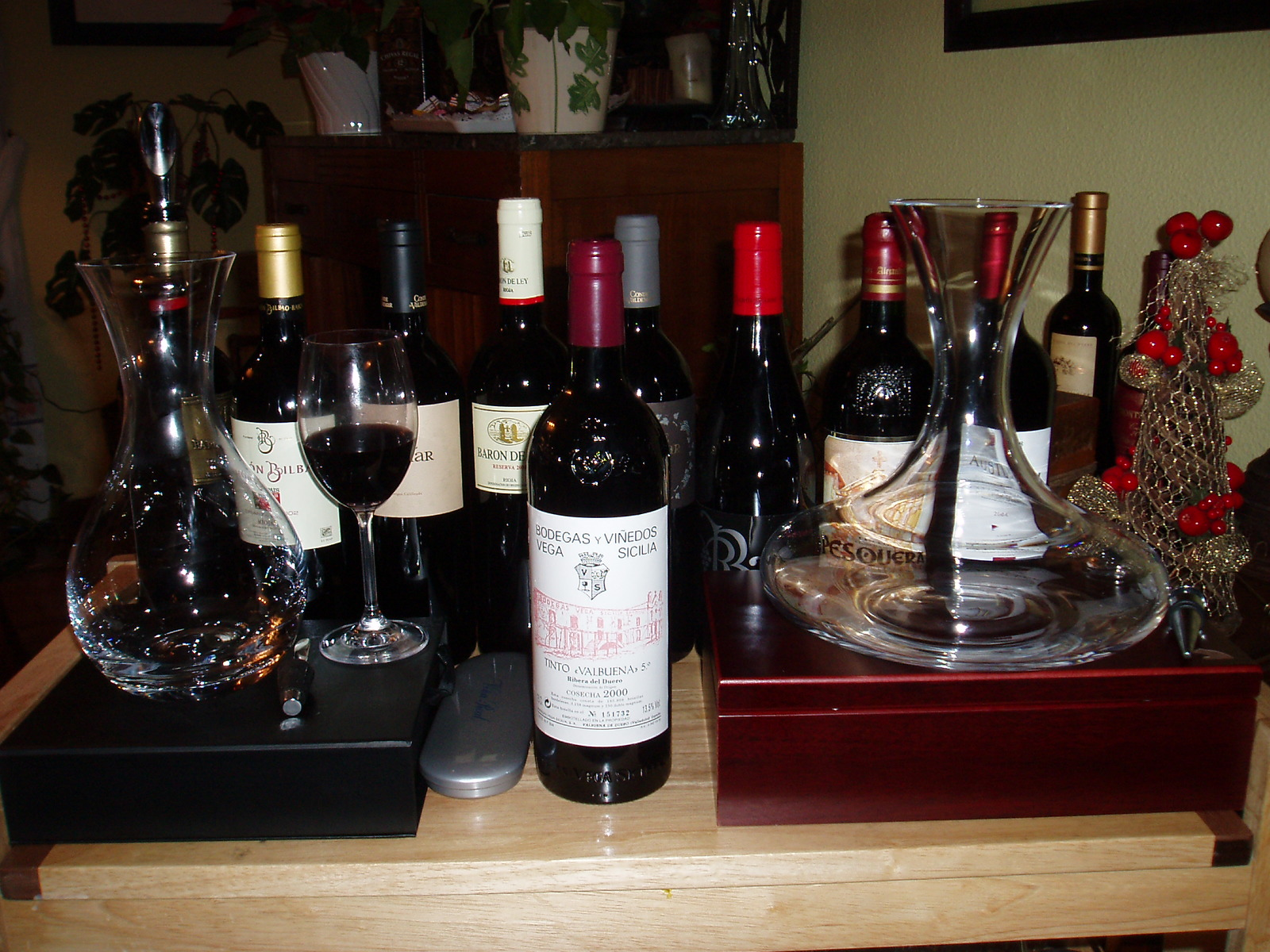
Vega Sicilia Valbuana между декантерами

Tempos Vega Sicilia  — компания-производитель вина из Испании.

## История компании
Хозяйство Vega Sicilia было основано в 1864 году доном Элой Леканда Чавесом. В следующем году винодельня была продана семье Альварес, которая владела им все последующие годы. Она является членом Primum Familiae Vini, сообщества старейших винодельческих фамилий Европы, в которую также входят владельцы двенадцати винодельческих конгломератов. В их числе: Антинори, Ротшильды и другие производители из Европы. Позднее была создана управляющая компания Tempos Vega Sicilia, в которую вошли ещё четыре винодельни. Её акции принадлежат компании El Enebro, которая, в свою очередь, принадлежит семье Альварес. В семье были конфликты из-за руководства бизнесом, и в итоге управляющим был назначен человек со стороны. Антонио Менендес — последний CEO Tempos Vega Sicilia.
Некоторые эксперты считают, что именно вино Vega Sicilia вывело региональное виноделие на высокий европейский уровень. Другие утверждают, что оно встало на один уровень с ведущими винами Бордо. Главный энолог компании — Гонсало Итурриага.

## Винодельческие хозяйства
Vega Sicilia — хозяйство, расположенное в долине реки Дуэро в аппелласьоне Рибера-дель-Дуэро. Площадь хозяйства составляет приблизительно 1000 гектар, из которых 250 отведено под посадки винограда. Большая часть из них засажены виноградом темпранильо и около 20 % другими сортам: каберне-совиньон, мерло и мальбек. С 1982 года вина региона получили маркировку DO. На винодельне производится флагманское одноимённое вино из винограда темпранильо. Оно настаивается 8 лет в дубовых бочках. Также из старых винтажей производится ассамбляж Vega Sicilia Unico Reserva Especial. Второе вино хозяйства — Vega Sicilia Valbuena. В 2015 году винодельня экспортировала 35 % продукции в 89 стран. К 2020 году доля экспорта выросла вдвое, а количество рынков достигло 149. В Испании система распространения не менялась в течение многих лет: из 3500 клиентов в листе ожидания две трети являются частными клиентами, остальные — профессиональные виноторговцы. Стать одним из членов списка невозможно за деньги. Статус может быть передан по наследству или подарен. Около 10 000 людей находятся в листе ожидания. На производстве большое внимание уделяется качеству пробки. В 1994 году весь релиз Valbuena был забракован из-за «корковой» болезни, и с тех пор на производстве внимательно относятся к проверке её качества.
Alion — хозяйство, расположенное в 15 километрах от основной винодельни компании в Парадилла де Дуеро. Площадь посадки винограда — 26 гектар. Производит одноимённое вино из винограда темпранильо категории reserva. Напиток настаивается пятнадцать месяцев в дубовых бочках.
Pintia— хозяйство, расположенное в ста километрах от Vega Sicilia в регионе Торо неподалёку от города Сан Роман де Орниха. Площадь посадок составляет 96 гектаров. Они расположены на холмах, высота которых достигает семисот метров над уровнем моря. Основано в середине девяностых годов. Производит одноимённое вино из винограда темпранильо. Рецептуру напитка разрабатывал энолог Ксавьер Аусас. Эксперты считают, что вино создается в модернистском стиле. Название напиток получил в честь города, который был на месте виноградников в пятом веке до нашей эры.
Винодельня Macan — это совместный проект семей Альварес и Ротшильд. Расположена в регионе Риоха. Это единственное хозяйство в регионе, которое работает по «бордоскому» принципу и производит две линейки вин — первое и второе. На покупку 100 гектаров ушло 14 лет. Наделы принадлежали разным владельцам. Важно было сохранить анонимность при покупке, так как в случае раскрытия истинного покупателя — продавцы бы резко повысили цену. Так и произошло при покупке последнего участка. В итоге цена на него подскочила в 10 раз. Хозяйство производит одноимённое вино Macan.
Также Tempos Vega Sicilia производит сладкие вина неподалёку от города Токаи в Венгрии на винодельне Orémus.